# Diamond-Drehgestell

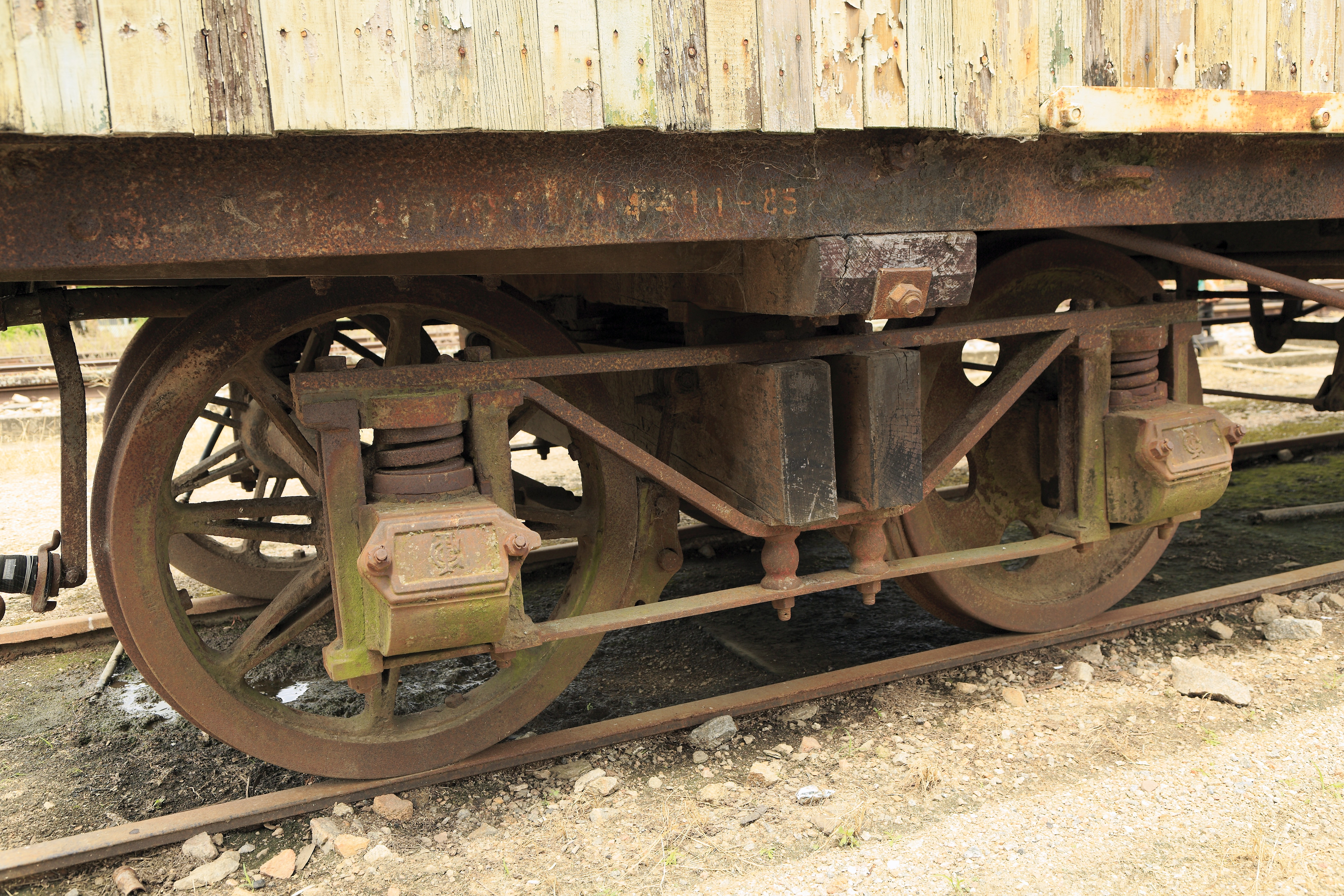
Fachwerkdrehgestell

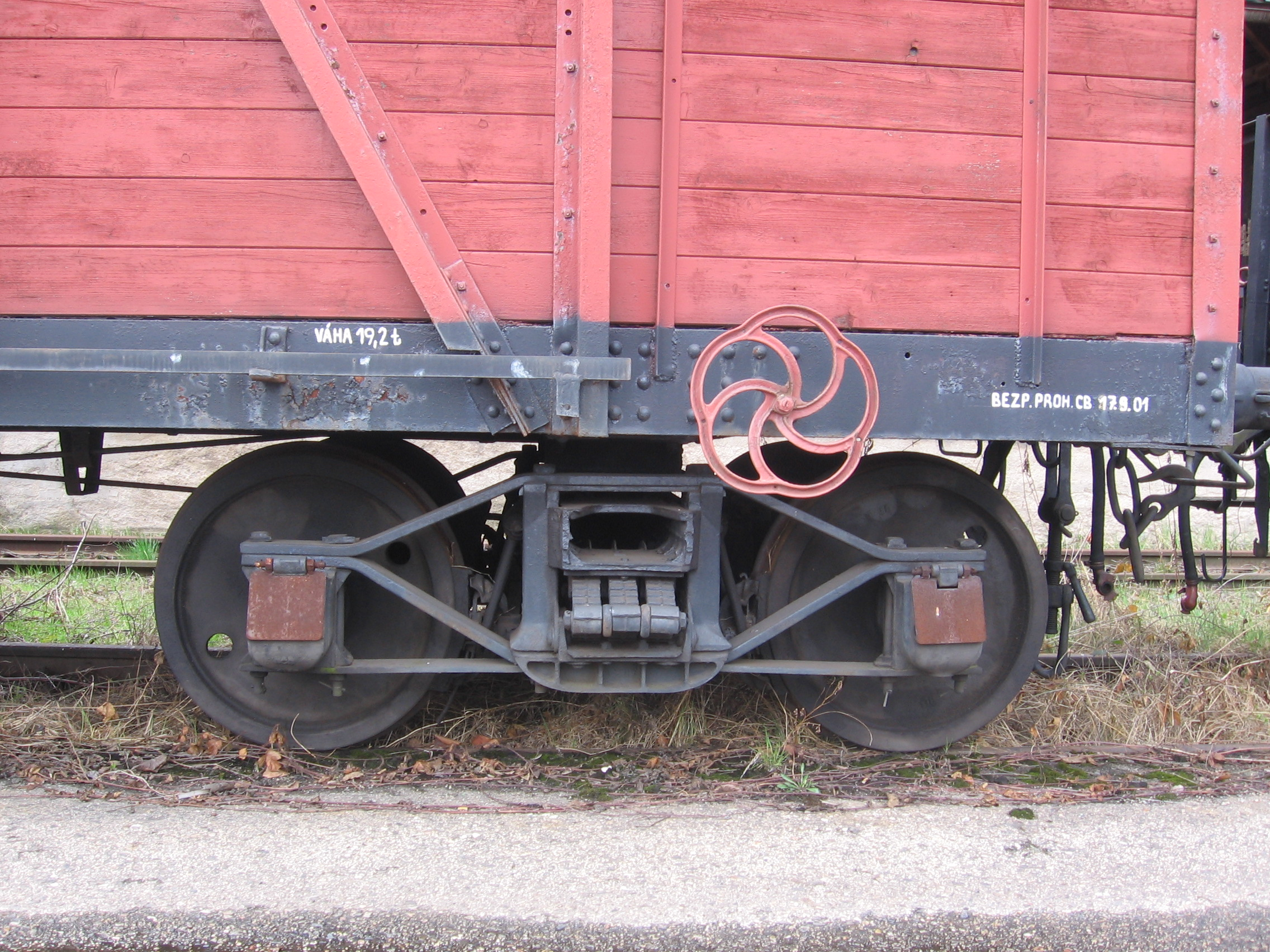
Diamond-Drehgestell

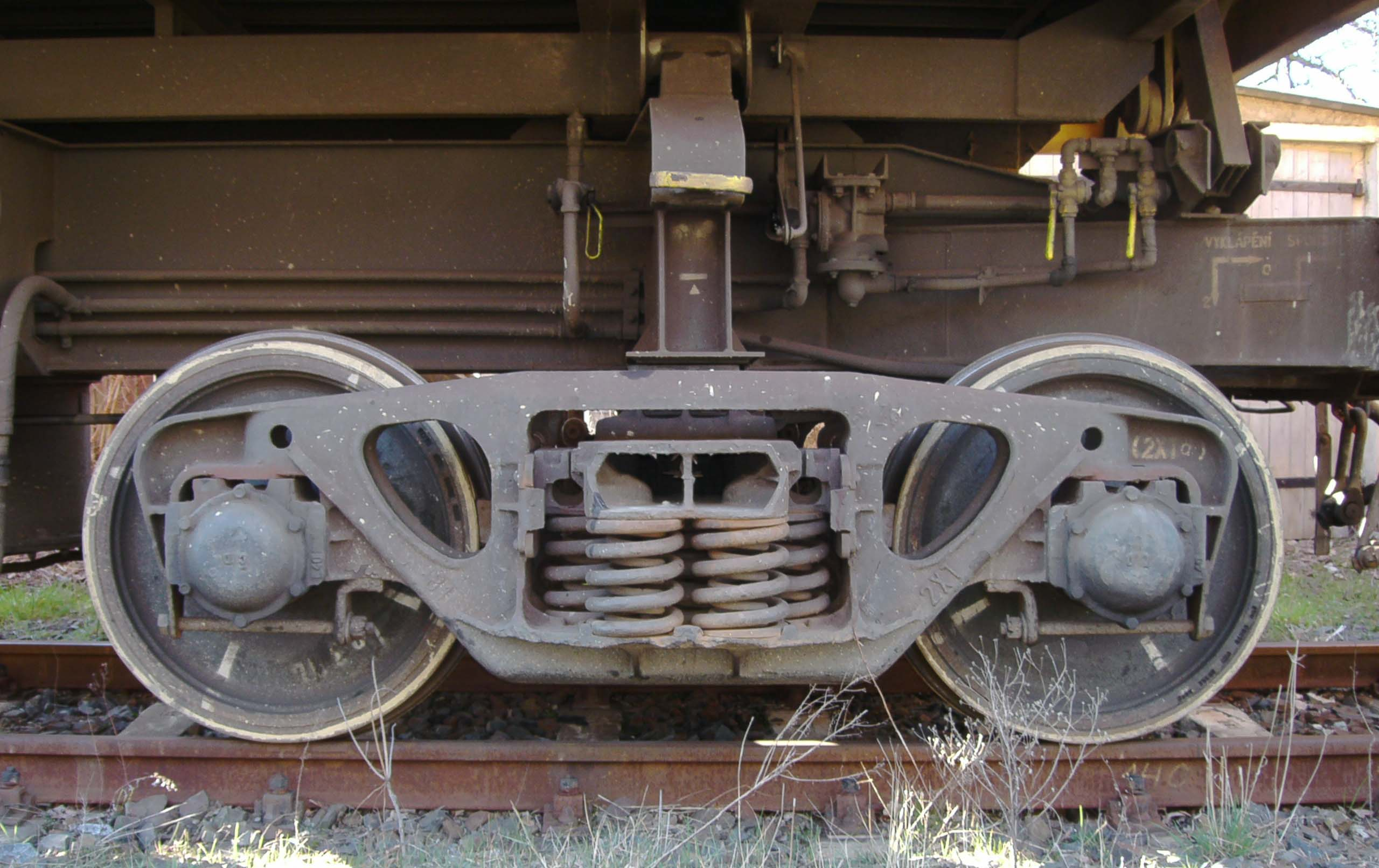
Three Piece Bogie

Das Diamond-Drehgestell ist ein in den Vereinigten Staaten entwickeltes Drehgestell für Güterwagen. Im englischen Sprachraum werden sie als archbar bogies oder diamond frame bogies, im amerikanischen Sprachgebrauch als diamond (railroad) truck oder archbar (railroad) trucks bezeichnet.
bogie ist im englischen Sprachraum die bevorzugte Schreibweise, Diamond bogey oder Diamond bogy werden auch verwandt.

## Geschichte
Während in den Vereinigten Staaten Drehgestelle schon Mitte des 19. Jahrhunderts weit verbreitet waren, blieben zweiachsige Wagen in Mitteleuropa auch Ende des 19. Jahrhunderts aus betriebstechnischen Gründen die Regel.
Auch aus sicherheitstechnischen Erwägungen sollte bei den Güterwagen noch um 1870 alles was nicht zweiachsig war, wieder verbannt werden. Aufgrund der Stückzahl erwähnenswert war bis dahin ohnehin nur eine Bauart vierachsiger gedeckter Güterwagen.
In den Vereinigten Staaten entwickelte sich diese Bauform zwischenzeitlich von den Anfängen dieser Konstruktion im 19. Jahrhundert bis zur folgenden Jahrtausendwende zum ausschließlich verbauten Drehgestell bei Güterwagen. Der Bedarf am Transport längerer Produkte der Stahlindustrie führte schnell auch in Europa zu Güterwagen mit Drehgestellen für Flach-, Rungen- und Schienenwagen.
Etwa ab Mitte der Achtzigerjahre des 19. Jahrhunderts wurden diese Drehgestelle amerikanischer Bauart in Europa serienmäßig gebaut. Auch in Europa wurde es das erste Universal-Güterwagendrehgestell. Die Preußische Staatseisenbahnen beschafften zeitweise fast ausschließlich Diamond-Drehgestelle. Aus den 1890er Jahren sind Konstruktionszeichnungen für die Serienfertigung (sogenannte Normalien beziehungsweise Musterzeichnungen) für Güterwagen der Länderbahnen in Deutschland bekannt. Die ersten Drehgestelle nach Zeichnung beziehungsweise Musterblatt VI d 7 (II. Auflage) wurden etwa 1890 gebaut und fanden in den vierachsigen Schienenwagen nach Musterblatt II d 6a Verwendung. Anfang des 20. Jahrhunderts wurde die Ausführung in allen europäischen Ländern verbaut.
Entwicklungsgeschichtlich lässt sich diese Bauart zeitlich zwischen Fachwerkdrehgestellen aus anfänglich hölzernen, später eisernen Rahmen und Blechdrehgestellen mit verstärkenden Winkelprofilen einerseits und andererseits solchen mit gepressten Seitenwangen und Querträger einordnen. Im Unterschied zu Westeuropa folgten entwicklungsgeschichtlich in Nordamerika, Australien, Afrika, Russland und Großbritannien sogenannte Three-Piece Bogies, die aus drei, beweglich miteinander verbundenen Teilen bestehen.
In Europa erlangte diese Bauart eine geringe Verbreitung. Je nach Einsatzart und Einsatzmöglichkeiten überschneiden sich Fortentwicklungen, Verbesserungen und Varianten der Bauarten zeitlich in erheblichem Maße.

## Bauform
Die Bezeichnung leitet sich von dem Erscheinungsbild der seitlichen Gitterkonstruktion aus flachen Eisen ab, die an die Form einer Raute oder eines Rhombus (englisch diamond) erinnern. In diese seitlichen Rahmen, welche die Radsatzlager (Achslager) aufnehmen, ragt der Querträger, der in der Anfangszeit noch aus Holz war, auf diesem Querträger liegt der Wagenkasten auf. Die Bezeichnung archbar truck, übersetzt etwa Bogendrehgestell, scheint im amerikanischen Sprachgebrauch gebräuchlicher als das im deutschen benutzte Diamond für die Bezeichnung des äußeren Rahmens.
Dieses namensgebende Fachwerk besteht aus drei gewinkelten Flacheisen, die zwischen den Achslagergehäusen durch zwei senkrechte Verbindungen um die Aufnahme des Querträgers herum fixiert werden und durch Schrauben mit den Achslagergehäusen fest verbunden sind. So lagern die Achsen ungefedert im Fachwerk. Sie haben keine Primärfederung. Es ist auch nur Platz für die Aufhängungen einer einfach (einseitig) wirkenden Bremse zur Mitte des Fachwerkrahmens hin. Aus Platzgründen waren die Bremsbacken über oder unter der Achsmitte angeordnet. Für zweiseitig wirkende Bremsen wurden später gelegentlich die Flacheisen zu den Wagenenden hin verlängert. Vor dem Einzug der Druckluftbremse war aus Gründen der Ansteuerung auch nur ein Drehgestell gebremst.
Der die gesamte Wagenlast über eine Drehpfanne und Gleitstücke, die nur vertikale Kräfte aufnehmen, an den Außenenden ableitende Querbalken ist geführt, aber nicht fest mit den Seitenkonstruktionen des Drehgestells verbunden, sondern ruht über Federn auf einer mit beiden Drehgestell-Rahmen fest verbundenen Wanne (Federplanke) auf den beiden unteren Flacheisen. Die vertikalen Verbindungen übertragen ihrerseits Anteile der aus dem Gewicht des Wagens resultierenden Kräfte von den zwei unteren auf das oberste der drei Flacheisen. Die einzige feste Verbindung wären die Federn. Als Federn kamen Schraubenfedern oder Blattfedern oder eine Kombination aus beiden zur Verwendung.

## Lieferbeispiele in Europa

### Normalspur
In Folge einer Studienreise des Entwicklungsdezernenten in die Vereinigten Staaten entstand in Preußen der erste Flachwagen mit Drehgestellen nach Musterblatt II d 6, der ab 1892 in knapp 1500 Exemplaren gebaut wurde und mit Rungen bestückt werden konnte. Die letzten wurden erst 1959 bei der Deutschen Bundesbahn ausgemustert.
Zwischen 1894 und 1896 beschaffte die K.Bay.Sts.B. 26 Regiekohlewagen für ein Ladegewicht von 30 t mit der Bezeichnung OOtm.
Ansonsten waren in Mitteleuropa Drehgestell-Güterwagen und solche mit Diamond-Drehgestellen lange Zeit vornehmlich besonderen Einsatzzwecken vorbehalten. Die Firma Kohlensäurewerke C. G. Rommenhöller hat 1898 bei van der Zypen & Charlier in Köln-Deutz für den Transport von Kohlensäure aus Bad Driburg Spezialwagen beschafft. Eine ähnliche Ausführung für Spezialtransporte von Wasserstoff beschaffte die Chemische Fabrik Griesheim-Elektron.
Von 1903 bis 1908 beschaffte die Großherzoglich Badische Staatseisenbahnen bei der Maschinenbau-Gesellschaft Karlsruhe und der Waggonfabrik Rastatt Gewichtswagen für die Prüfung und Eichung von Brückenwaagen.
In Jahren von 1910 bis 1924 beschafften alle im Deutschen Staatsbahnwagenverband organisierten Deutsche Länderbahnen unter anderem Güterwagen nach vereinheitlichen Richtlinien. Ein Typ dieser sogenannten Güterwagen der Verbandsbauart war ein vierachsiger Plattformwagen A3, basierend auf den preußischen Schienenwagen nach Musterblatt II d 7, bei denen anfangs Diamond-Drehgestelle verbaut waren. Bei den Länderbahnen wurden sie mit dem Gattungszeichen „SSml“ versehen, bei der Deutschen Reichsbahn wurden sie der Wagengattung „SS Köln“ zugeordnet.
Um den Zeitpunkt des Baus der ersten preußischen Flachwagen mit Drehgestellen nach Musterblatt II d 6 fand die Drehgestell-Bauart auch in Schweden und Dänemark Eingang. Im Jahre 1886 konstruierten und realisierten die Dänischen Staatsbahnen DSB mit Scandia zunächst vier Prototypeneines Flachwagens mit niederbordigen Seitenwänden, die mit der Typenbezeichnung TGA bis Anfang der 1960er Jahre im Einsatz standen. Dieser ersten Lieferung folgten weitere Bestellungen. Von 1896 bis 1918 folgten insgesamt 71 TGC fast gleicher Bauweise.
AB 1931 folgten weitere 20 Fahrzeuge einer wenig längeren Bauart als TGT. Nach ihrer Ausmusterung dienten einige als Bahndienstfahrzeuge weiter. Vier Fahrzeuge sollen bei Museumsbahnen erhalten geblieben sein.
1929 bestellten die DSB bei Scandia drei Kesselwagen zum Transport von Herbiziden, die bis 1977 ausgemustert wurden.
Bei den k.k. österreichische Staatsbahnen gab es erst ab 1913 eine Musterzeichnung für Diamond-Drehgestell. Die Witkowitzer Eisenwerke beschafften acht-achsige Spezialwagen mit einer Traglastfähigkeit von 80 t, bei denen zwei Diamond-Drehgestelle durch einen Zwischenträger verbunden waren, ähnlich einer Konstruktion eines ähnlichen Schwerlasttransporters der Allis-Chalmers Werke. Die Österreichische Bundesbahnen verwandten für eine Serie von ab dem Jahre 1956 gebauten Schmalspurtransportwagen die Diamond-Drehgestelle ausgemusterter US-Güterwagen.
Ein Drehgestell erschien erstmals in Frankreich um 1840 für Personenwagen auf der Strecke zwischen St. Etienne und Lyon, für Güterwagen begann die Verwendung von Drehgestellen erst ab 1917 in Form von Diamond-Drehgestellen amerikanischer Bauart. Französische Drehgestelle werden mit Y und einer ungeraden Ziffer für Güterwagen-Drehgestelle bezeichnet. Die Bauarten Y 1, Y 3 und Y 5 waren Diamond-Drehgestelle. Die Typen Y 9, Y 11 und Y 15 waren adaptierte, verstärkte Bauarten.
Für die Rekonstruktion von Flachwagen wurde die Bauform Y 11 M noch in den 1960er Jahren neu gebaut.
Abseits von Museumsbahnen dürfte das aus diesem Drehgestell weiterentwickelte, ab 1977 von Fauvet-Girel gebaute Y 11 Mk in Form von Castor-Transportwagen das verbliebene Drehgestell der Bauart Diamond auf deutschen Schienen sein.

### Schmalspur
Im Schmalspurbereich hatten die Diamond-Drehgestelle große Bedeutung. Die Bauart mit verlängerten Flacheisen und beidseitig wirkenden Bremsen war bei vielen Bahnen anzutreffen. Orenstein & Koppel lieferte im Jahre 1904 einen Kesselwagen mit einseitiger Bremserbühne an die Kreisbahn Emden–Pewsum–Greetsiel. Das Fahrzeug überlebte beim Deutschen Eisenbahn-Verein (DEV) in Bruchhausen-Vilsen.
Ein ähnliches Alter dürften Drehgestelle, die für Güterwagen der seinerzeit noch schmalspurigen Müglitztalbahn beschafft wurden, aufweisen.
Um die Jahrtausendwende wurde ein Original gefunden und wird seither von der Traditionsbahn Radebeul erhalten. Der Rahmen wurde bei dieser Bauweise zu den Wagenenden hin verlängert.
In Österreich-Ungarn bzw. später Österreich fand die Bauart Diamond bei den mehrheitlich in Bosnischer Spurweite erbauten Schmalspurbahnen als Standardbauart große Verbreitung. Es waren sowohl Güter- als auch Personenwagen damit ausgerüstet, bei der Mariazeller Bahn und den von der k.u.k Monarchie erbauten Bosnischen Schmalspurbahnen fuhren sogar Salonwagen auf Diamond-Drehgestellen. Diese wurden durch das Verlängern der Flacheisen und das Einfügen von Querträgern an den Kopfenden zu den Unterbauarten 1912/s und Salon/s weiterentwickelt. Ab der Jahrhundertwende kam diese Bauart zudem bei fast allen von der Grazer Waggonfabrik gebauten vierachsigen elektrischen Triebwagen zum Einsatz, beispielsweise bei den der Stubaitalbahn (1904) oder der Höllentalbahn (1926). 1927 bauten Graz und die AEG sogar eine Diesellok der Baureihe 2070/s mit zwei Diamond-Drehgestellen.

## Galerie

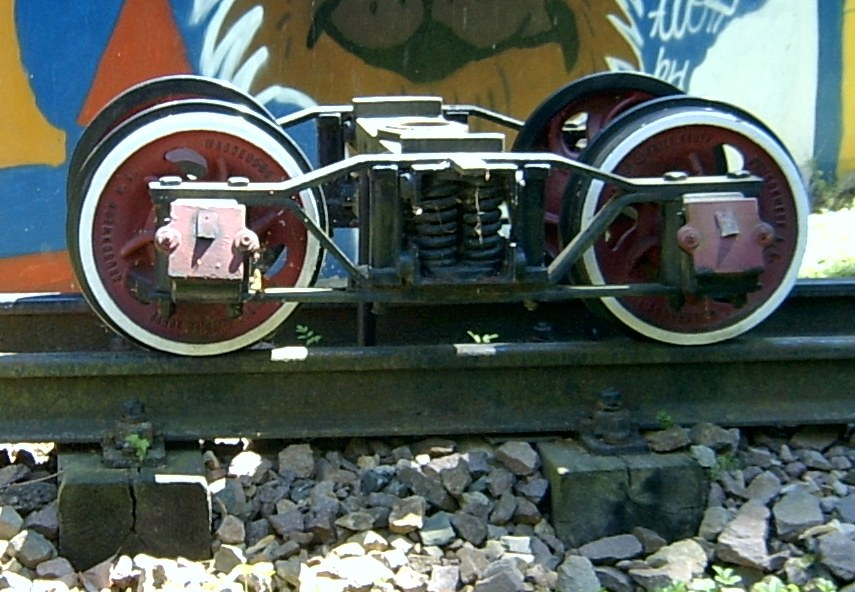
Personenwagen der MPSB um 1890
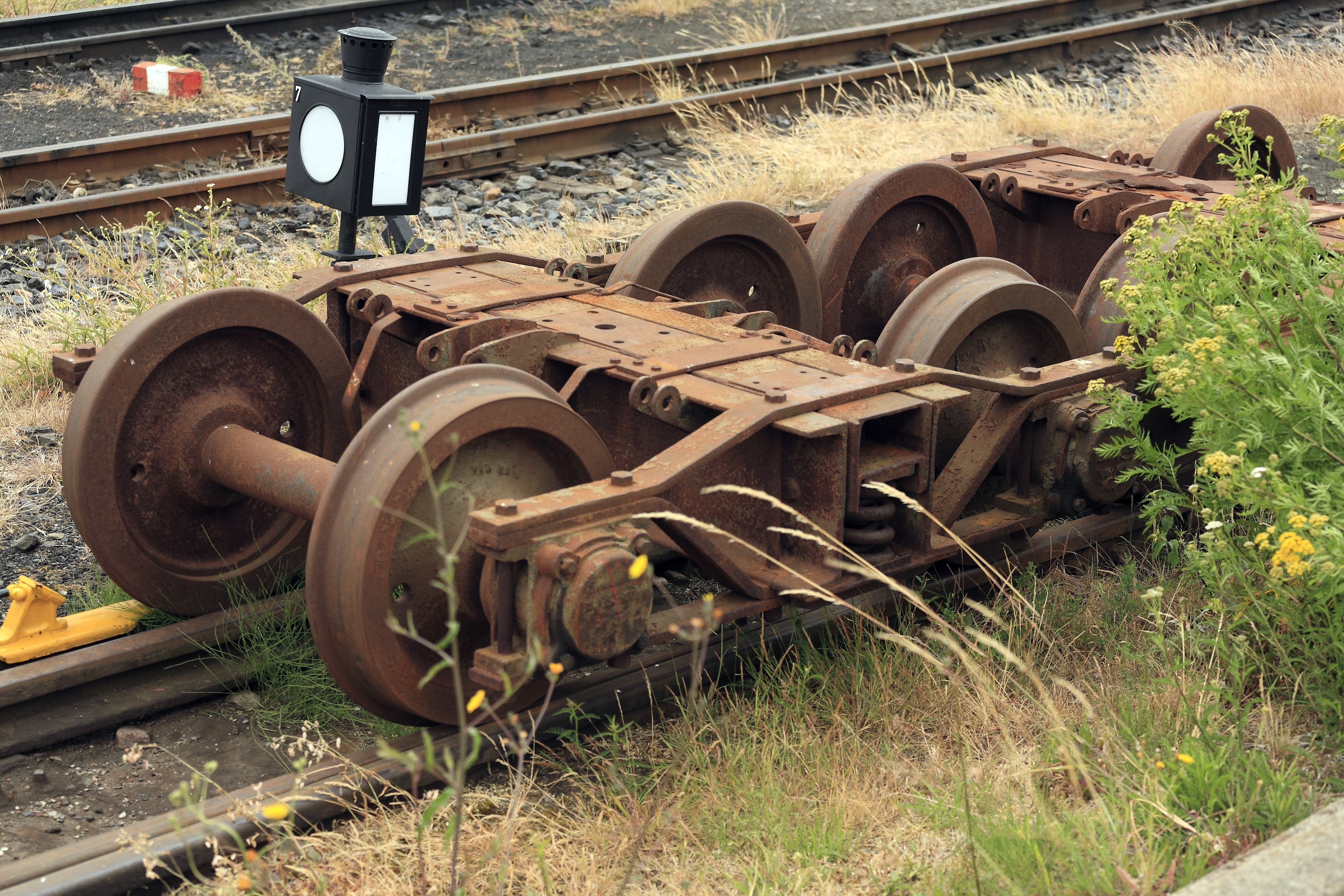
Nachkriegskonstruktion für den Einsatz im Bergbau
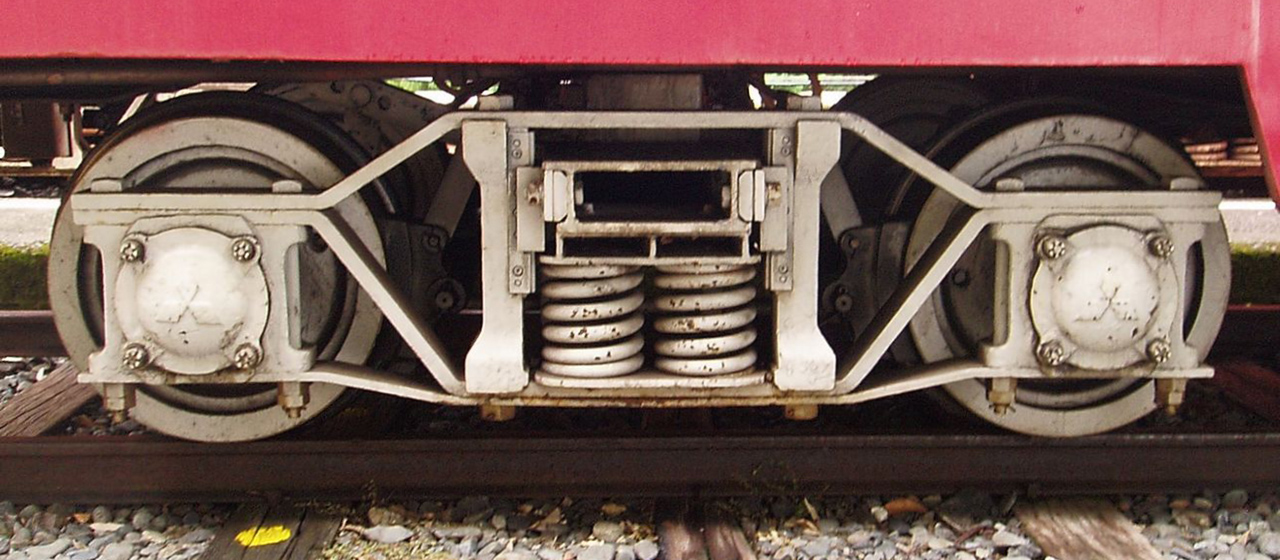
Japanische Bauart mit Rollenachslagern
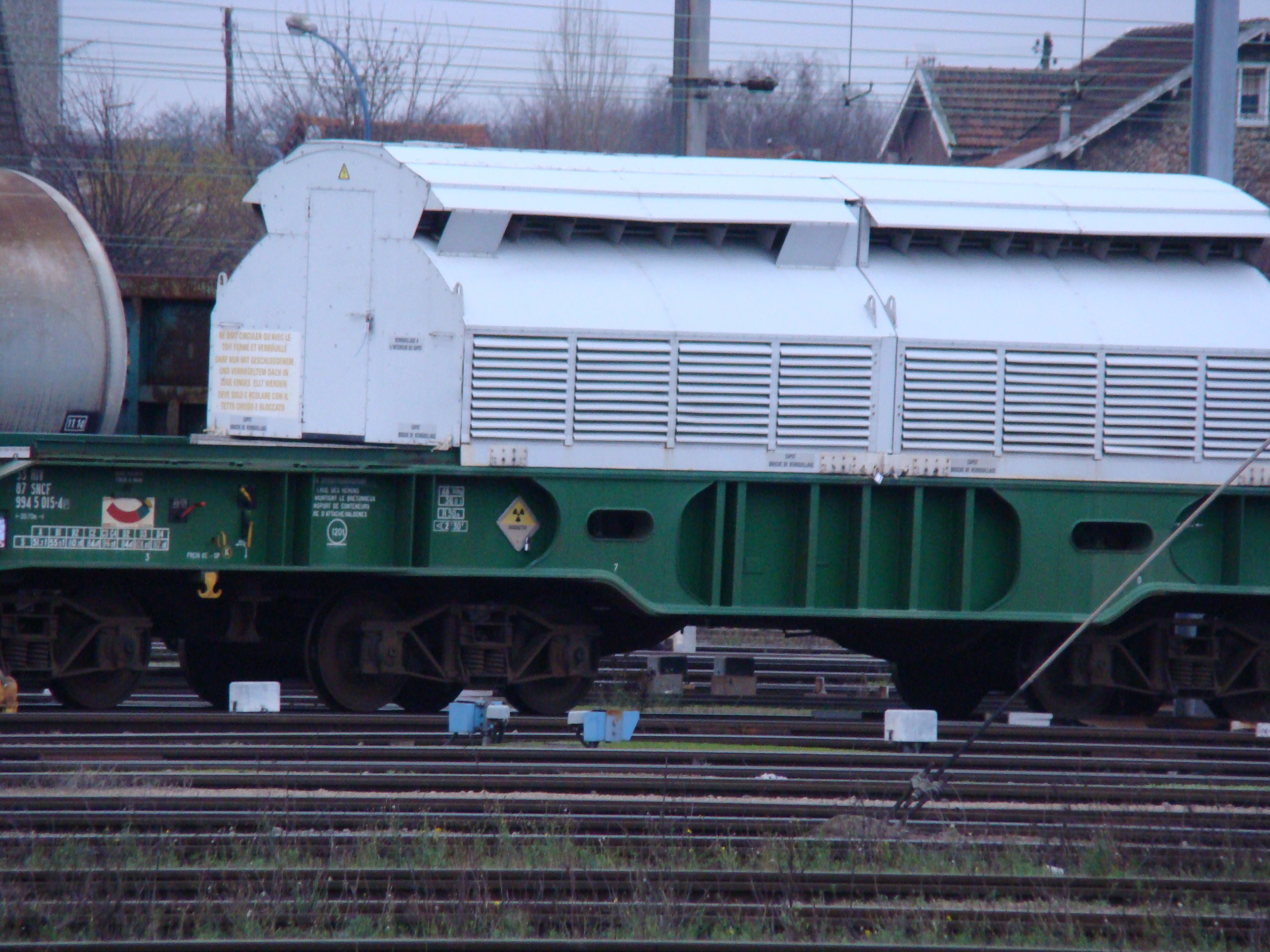
Castor-Behälter Transportwagen
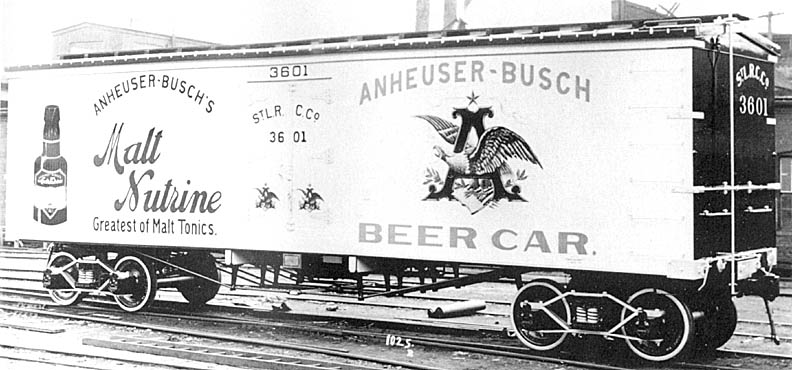
US-amerikanischer Bierkühlwagen
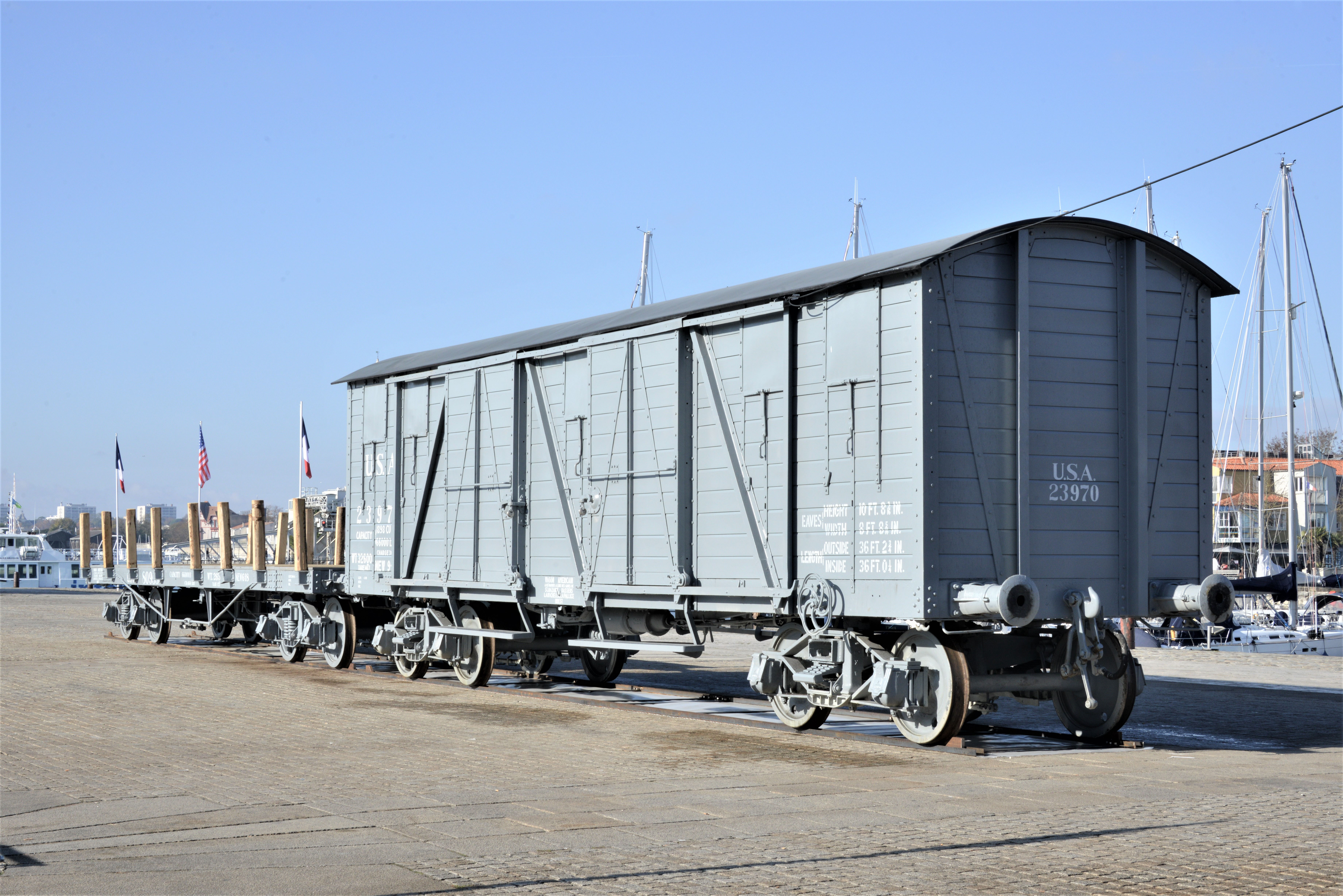
Amerikanischer Wagen aus 1918 in La Rochelle, Charente-Maritime, France
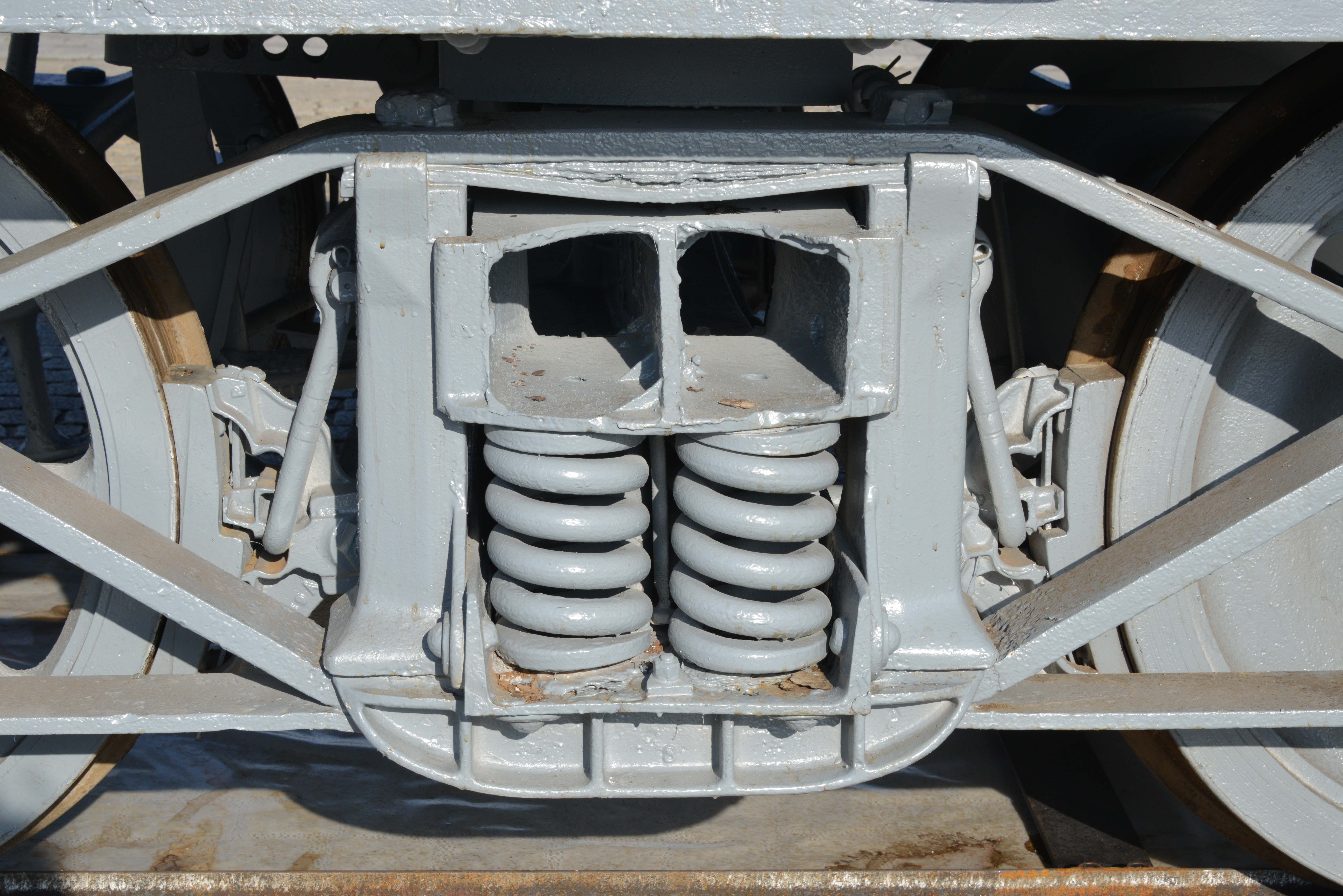
Amerikanischer Wagen aus 1918 in La Rochelle, Charente-Maritime, France
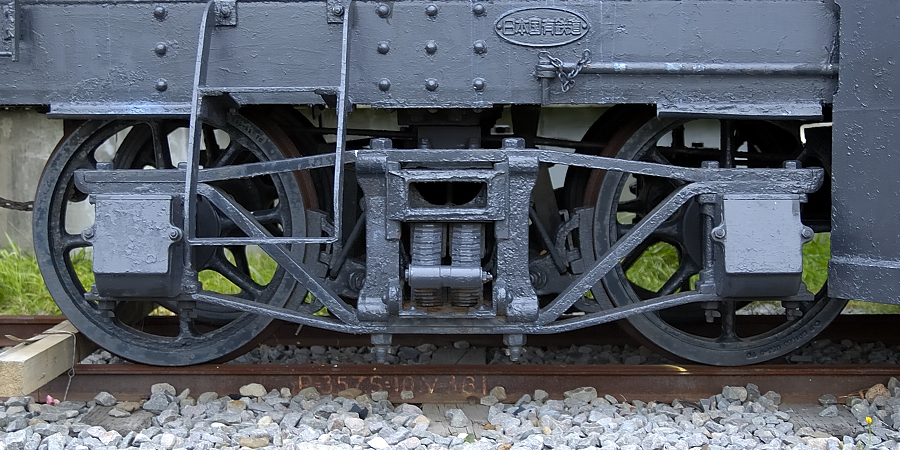
Japanischer Schneepflug
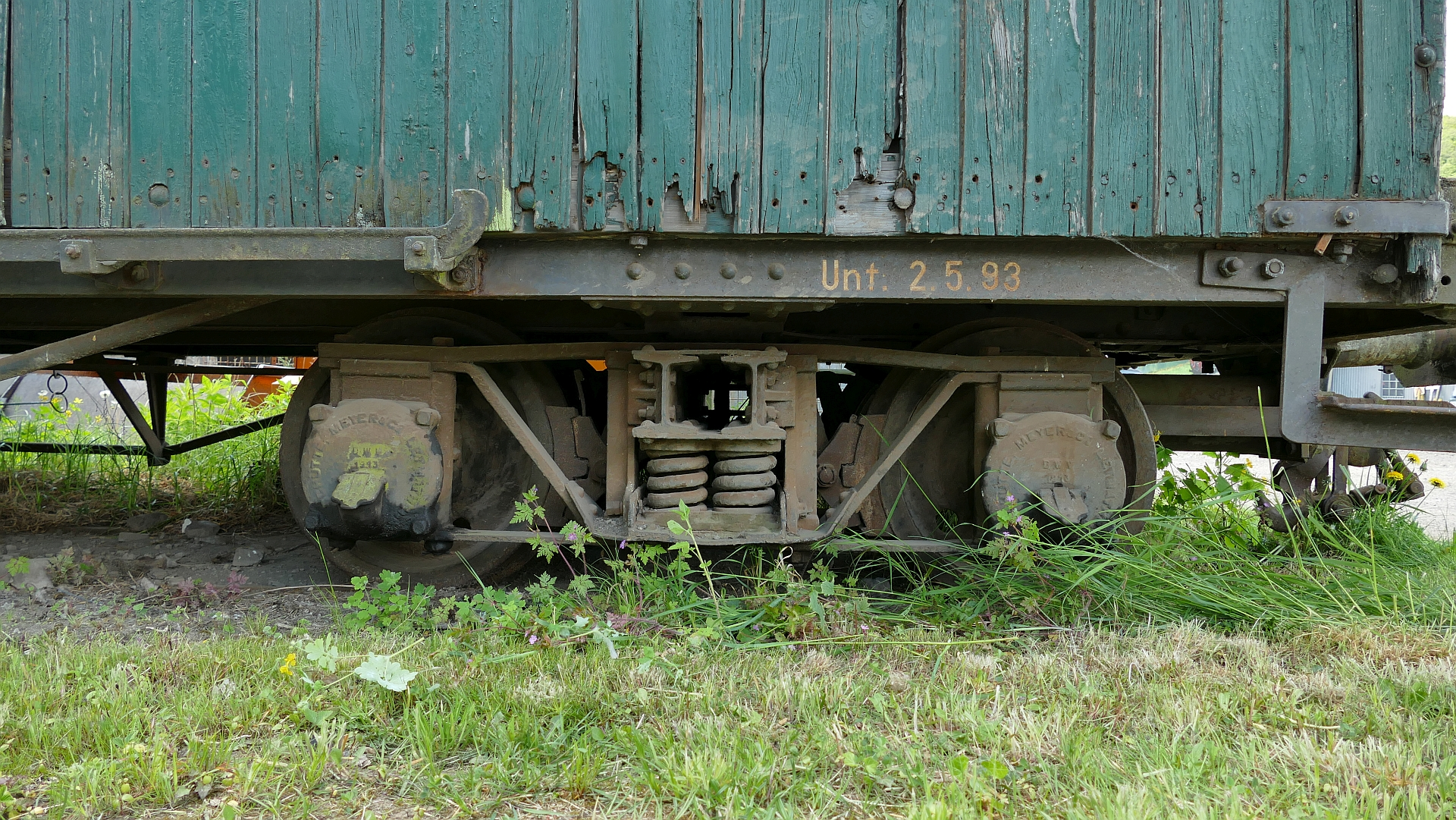
Brohltalbahn BEG 410
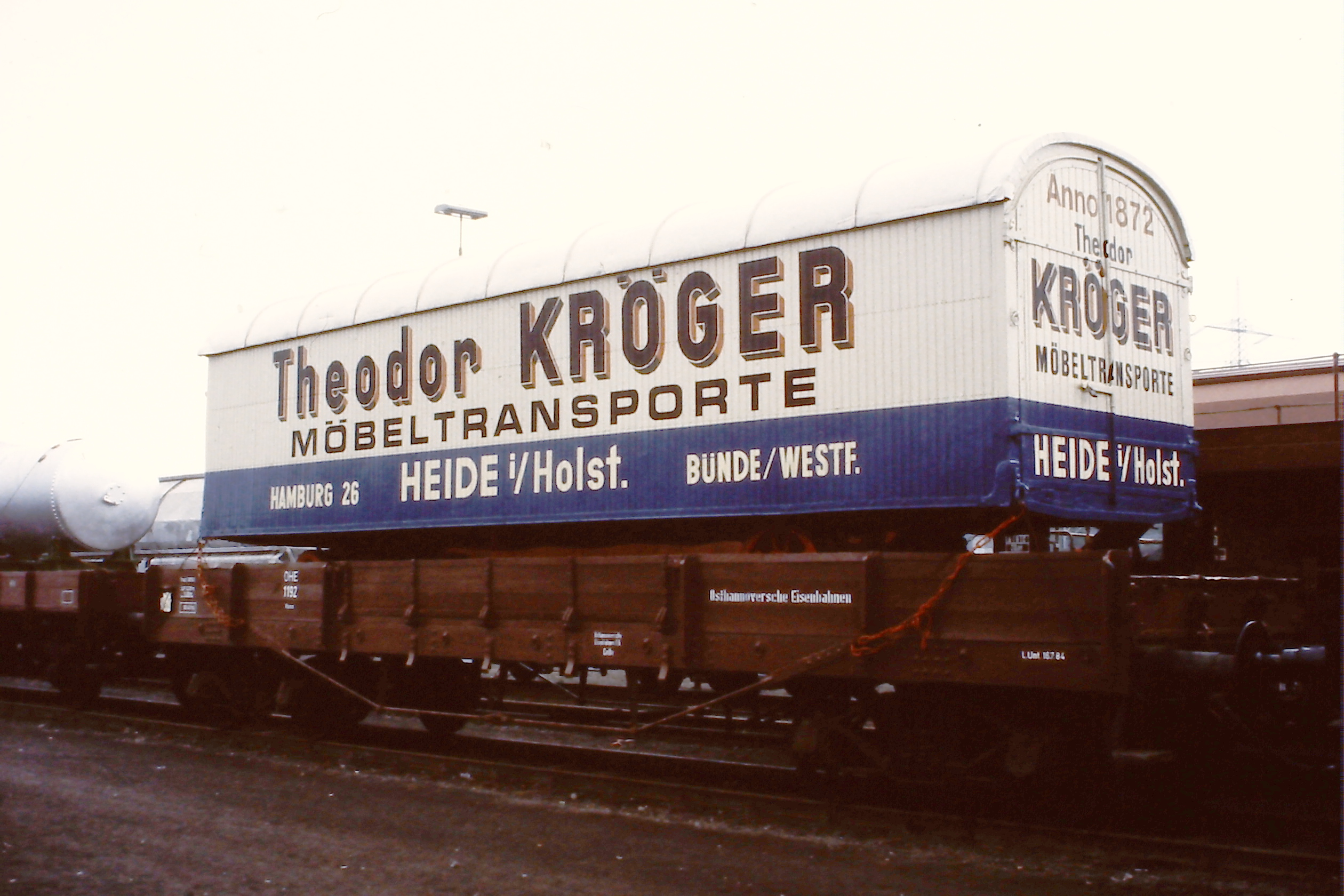
OHE Rlkmm 1192 in Bochum-Dahlhausen
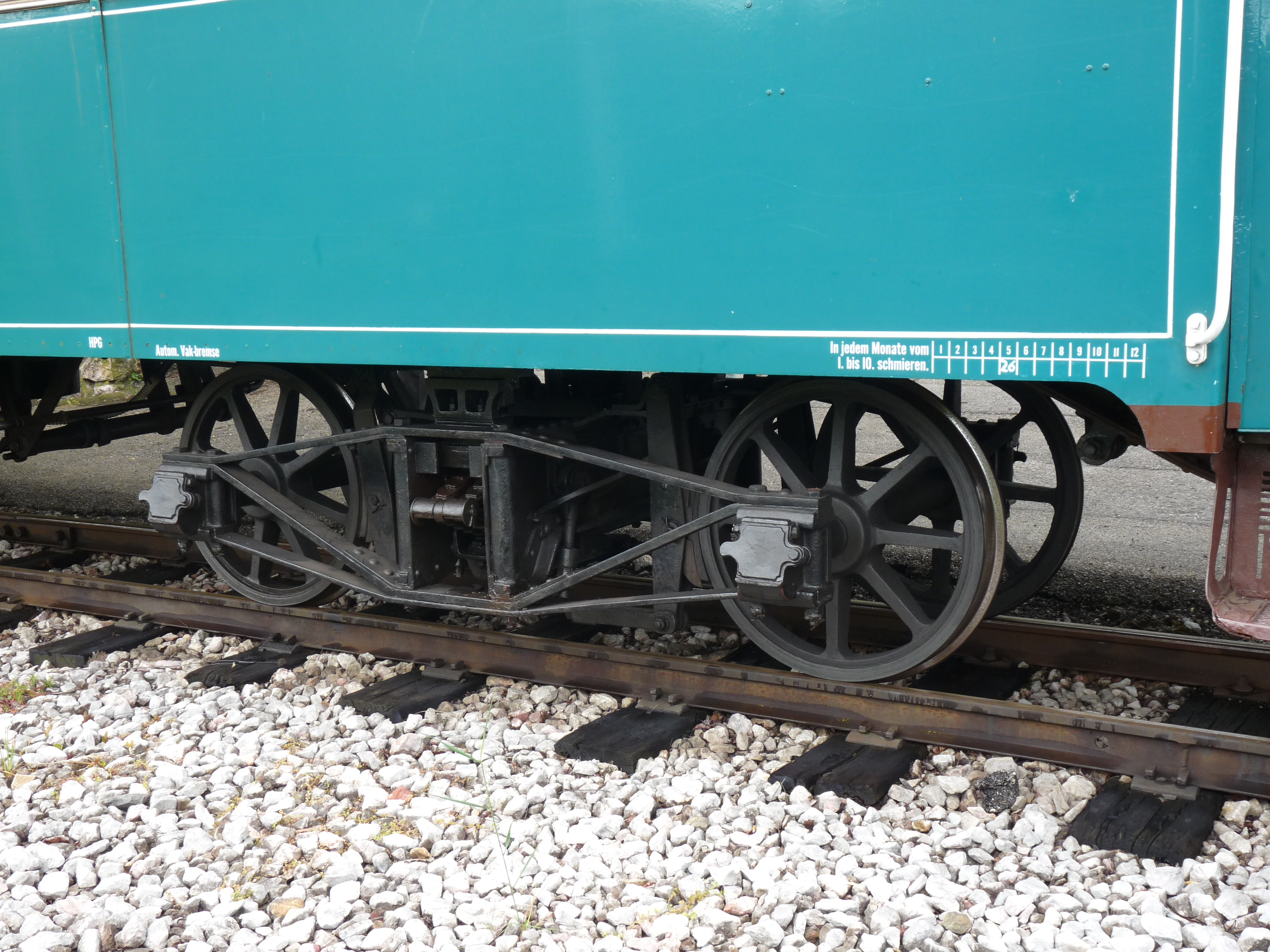
Höllentalbahn Beiwagen
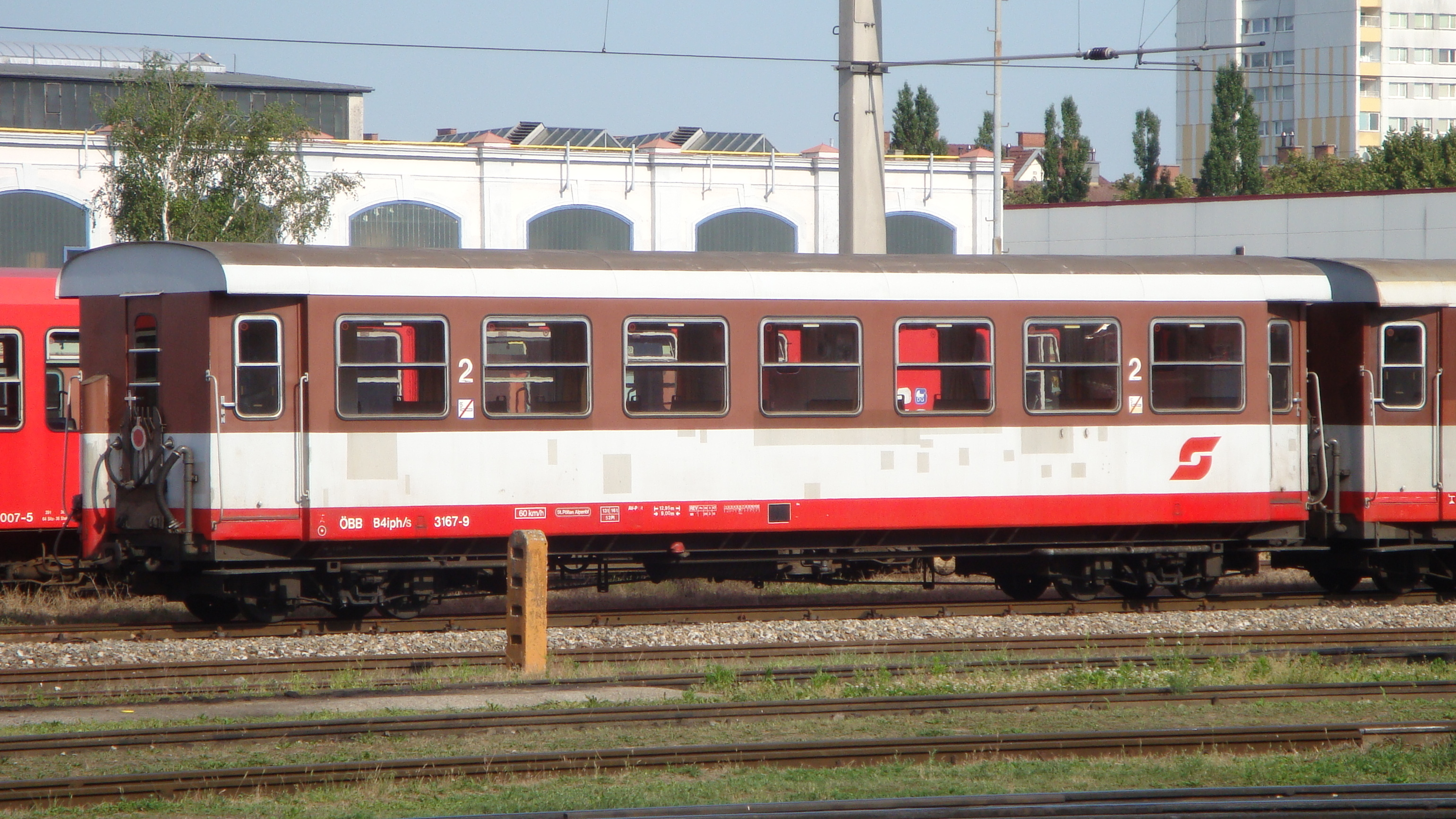
ex ÖBB B4 3167 der Mariazeller Bahn

## Schlepptenderlokomotiven
Neben Güterwagen fand diese Drehgestell-Bauart auch bei Tendern Verwendung, allerdings in verstärkter Bauform und damit auch für höhere Geschwindigkeiten passend.
Alle vierachsigen preußischen Tender der Bauarten pr 2’2’ T16, pr 2’2’ T21,5 und pr 2’2’ T31,5 der Musterblätter III 5 k bis III 5 M, gebaut ab 1911, liefen auf Drehgestellen amerikanischer Bauart. Die häufigste Tenderbauart pr 2’2’ T21,5 war mit den bei der Deutschen Reichsbahn eingegliederten Länderbahnlokomotiven der Baureihen 38.10–40 (preuß. P 8), 17.10–12 (preuß. S 10.1), 14.0 (preuß. S 9), 13.10–12 (preuß. S 6) oder 59.0 (württ. K) gekuppelt. Vereinzelt, aber nicht im Lieferzustand, war dieser Tendertyp auch mit Güterzuglokomotiven der Baureihe 57.10–35 (preuß. G 10) gekuppelt.
Der große pr 2’2’ T31,5 war mit Lokomotiven der preußischen Gattung P 10 und den Rekolokomotiven der DR-Baureihe 58.30 im Lieferzustand gekuppelt. Der kleine pr 2’2’ T16 findet sich bei den Lokomotiven der Baureihen 13.0 (preuß. S 3), 13.5 (preuß. S 4), 13.6–8 (preuß S 5.2), 36.0–4 (preuß. P 4.2), 37.0–1 (preuß. P 6) oder der 55.16–22 (preuß. G 8).

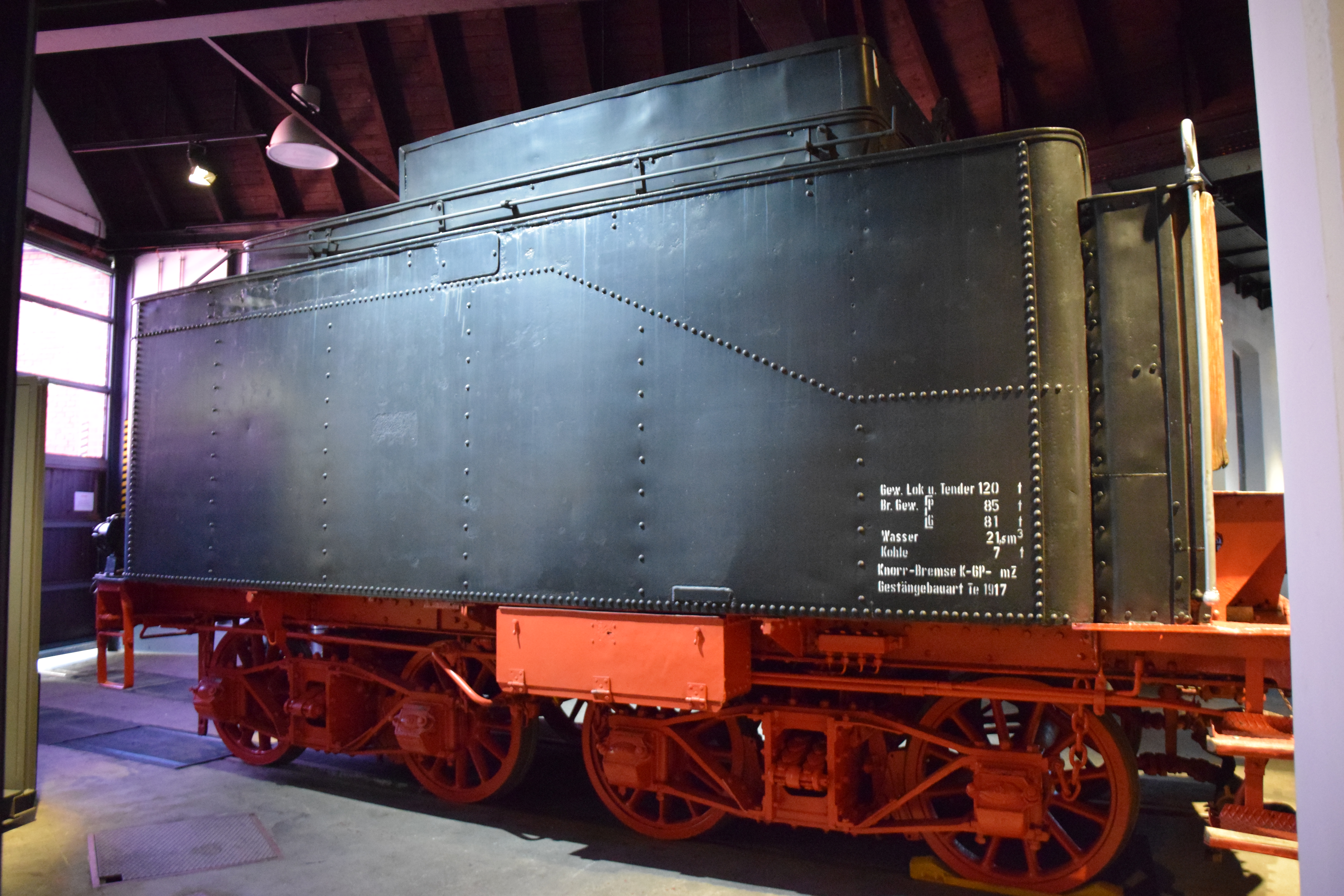
Preußischer Tender pr 2’2’ T21,5 der 38 2383 der DR
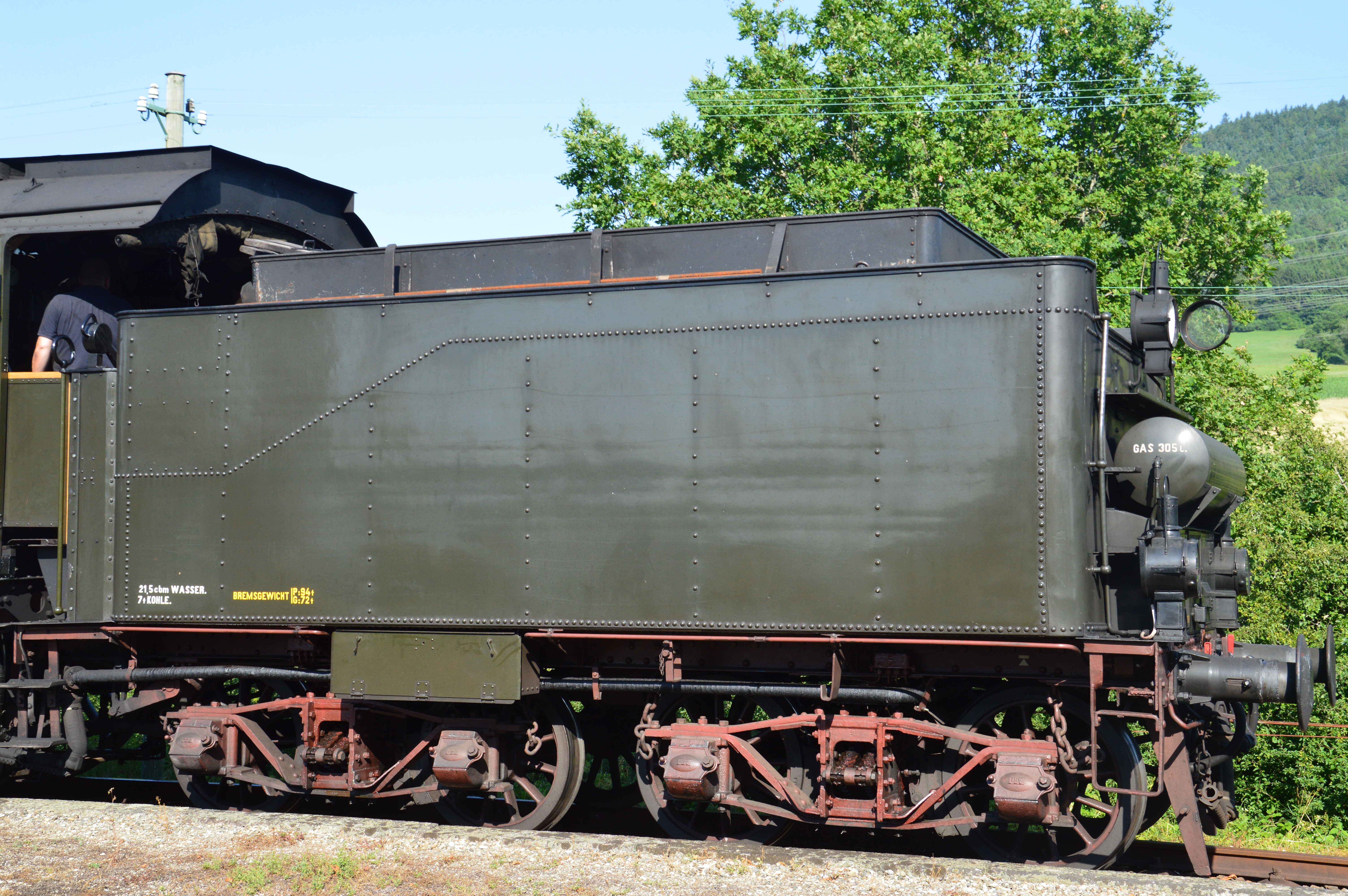
Preußischer Tender pr 2’2’ T21,5 der 38 2460
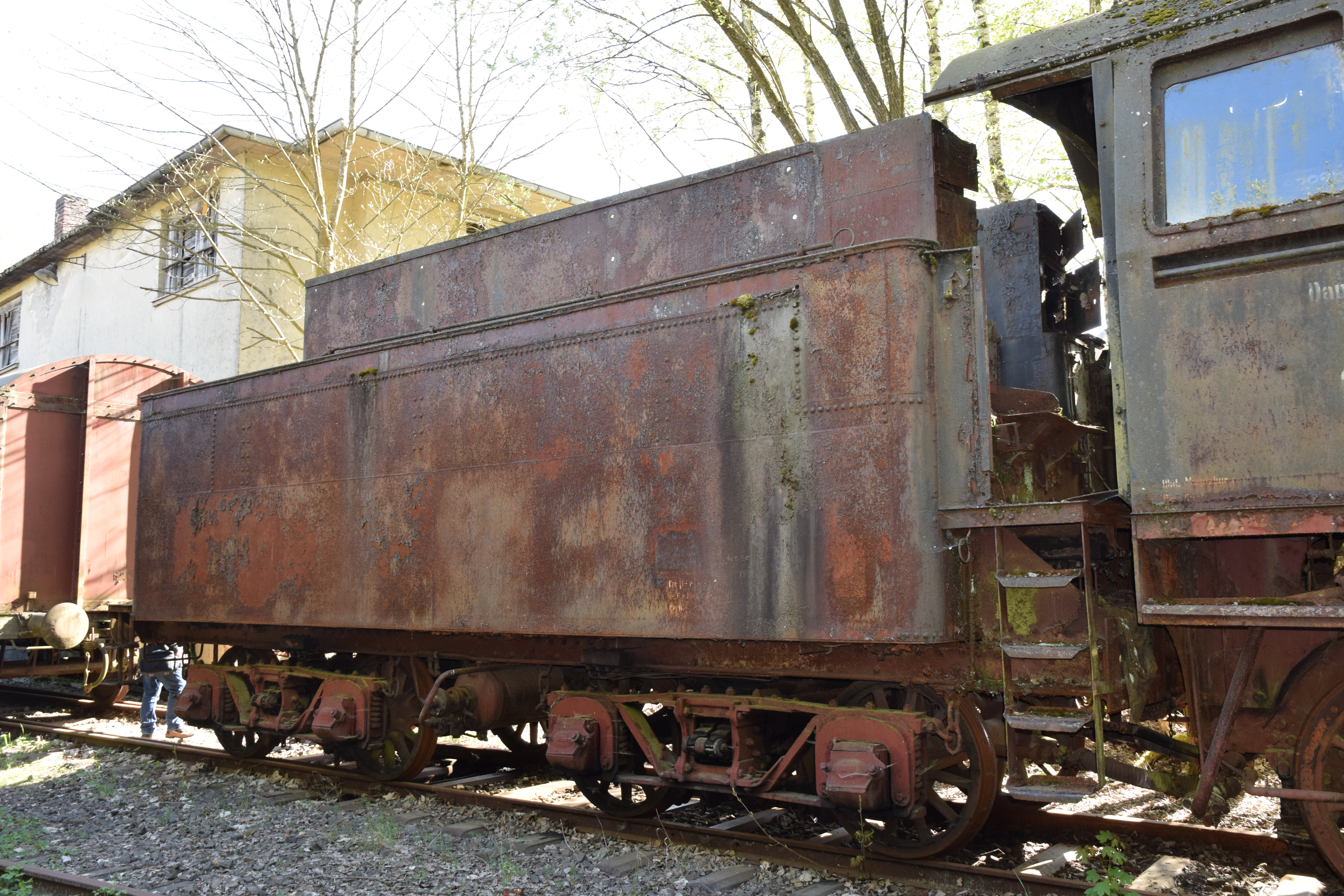
Preußischer Tender pr 2’2’ T31,5 der 22 066 (ex 39 033)
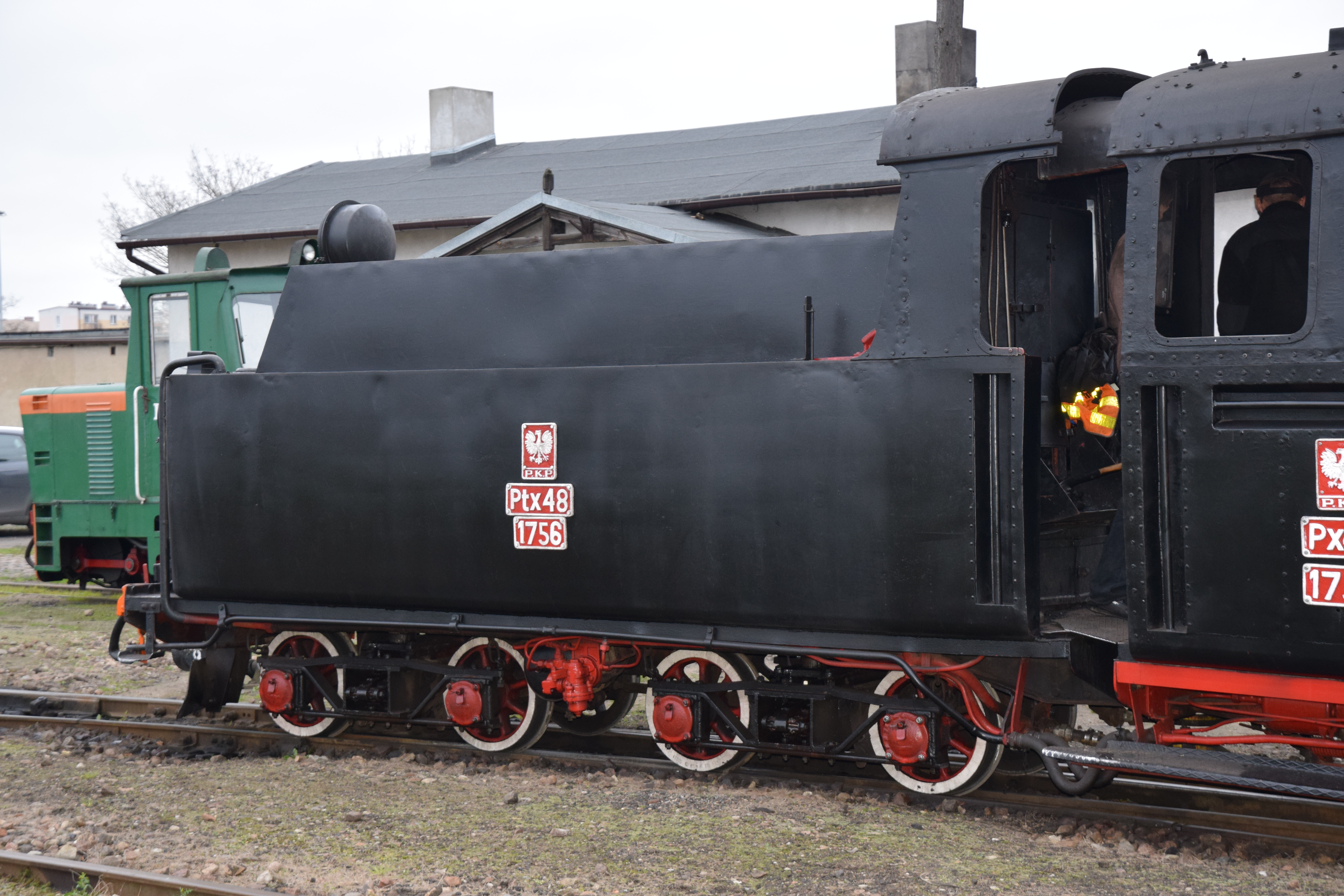
Polnischer Schmalspurtender der Px 48-1765
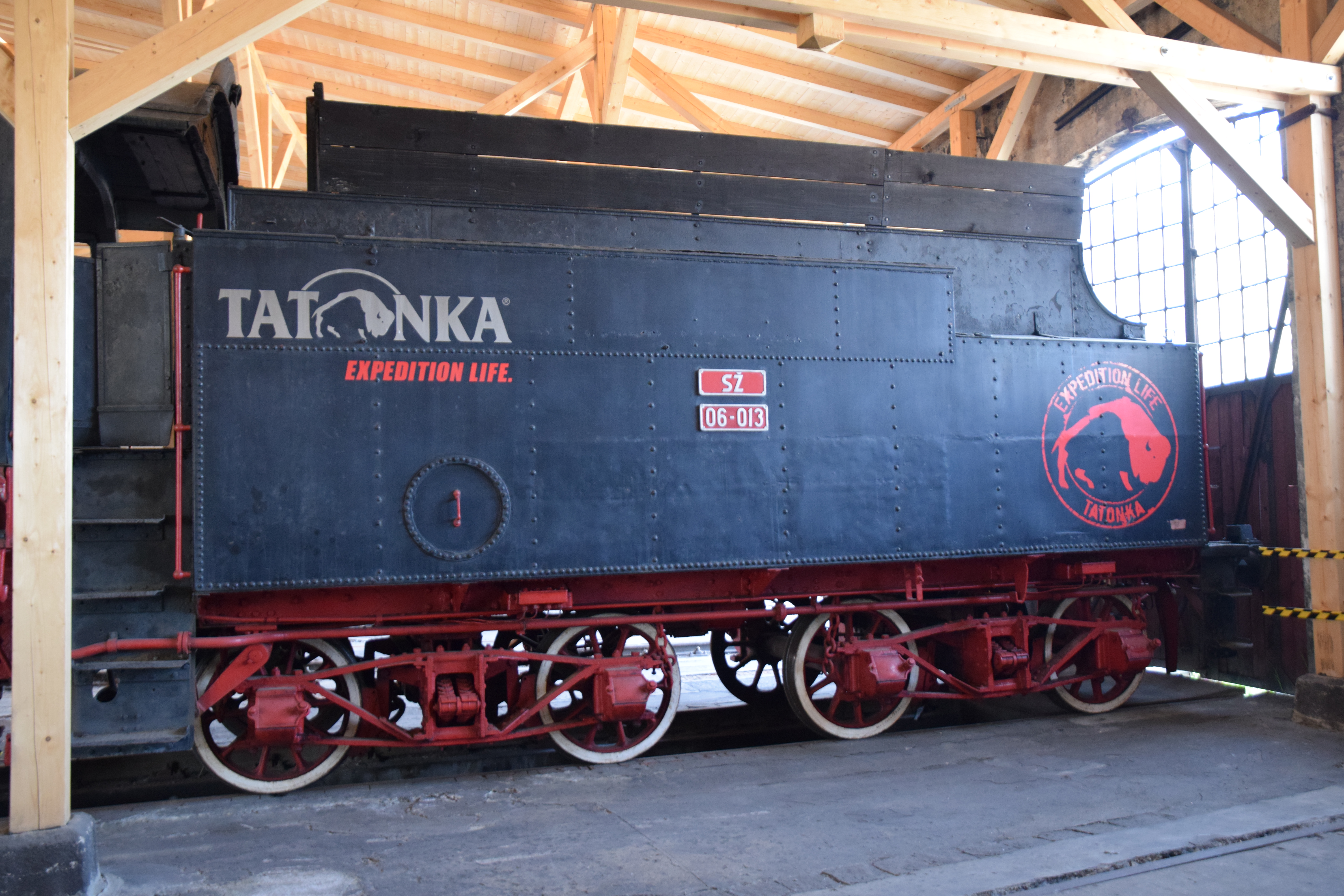
Tender der jugoslawischen Baureihe 06, gebaut von Borsig
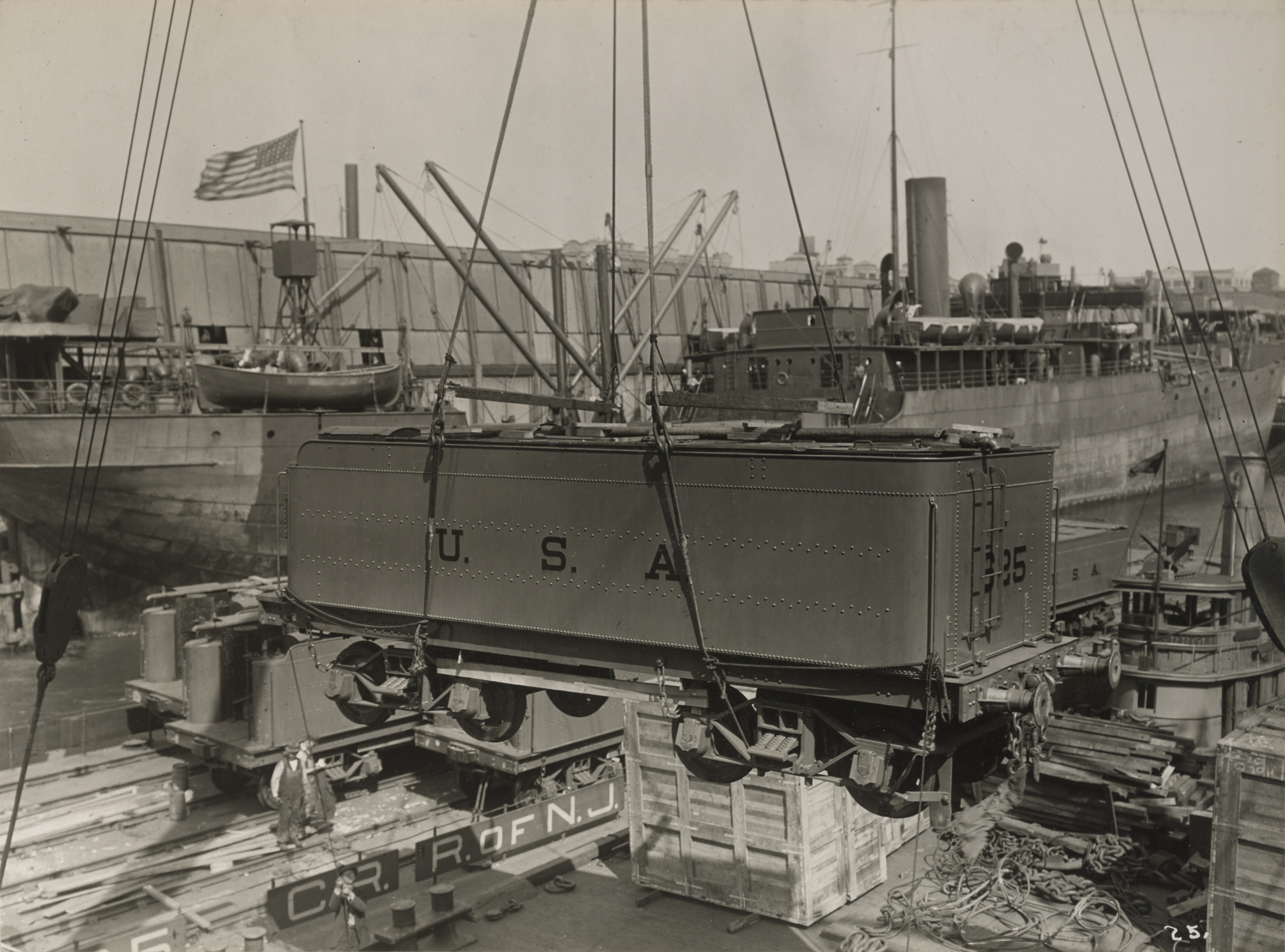
Tender 24 A 30 einer französischen 140 G „Pershing“ der SNCF, gebaut von Baldwin
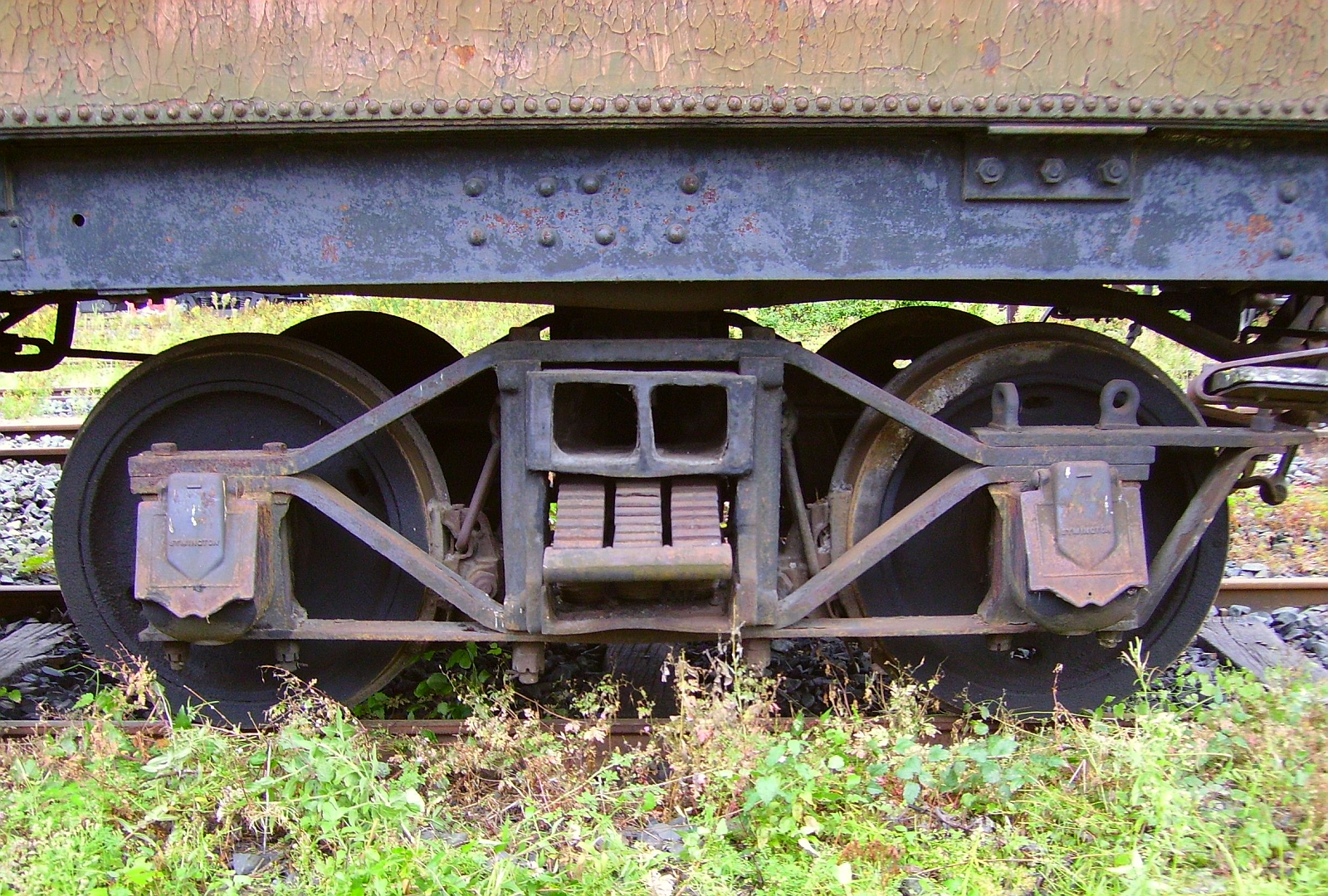
Tender 24 A 30 einer französischen 140 G „Pershing“, gebaut von Baldwin
Lok der Äthiopischen Staatsbahn, gebaut von SLM
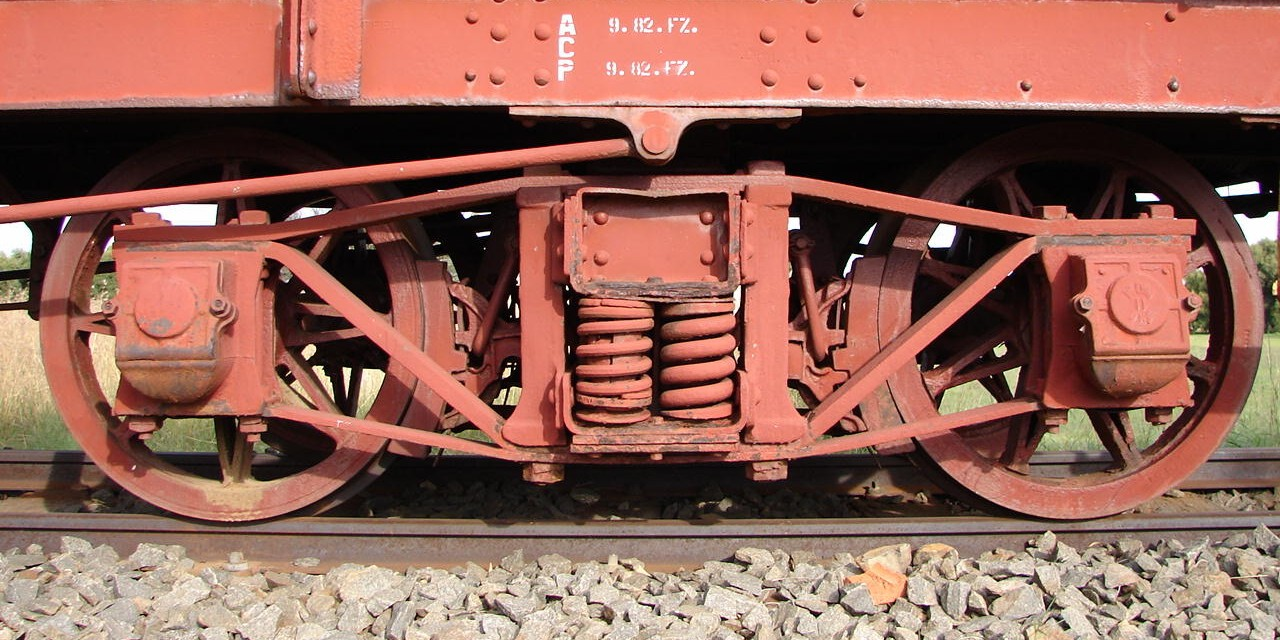
Südafrikanischer Tender XM im Ablieferzustand mit Schraubenfedern und Gleitlagern
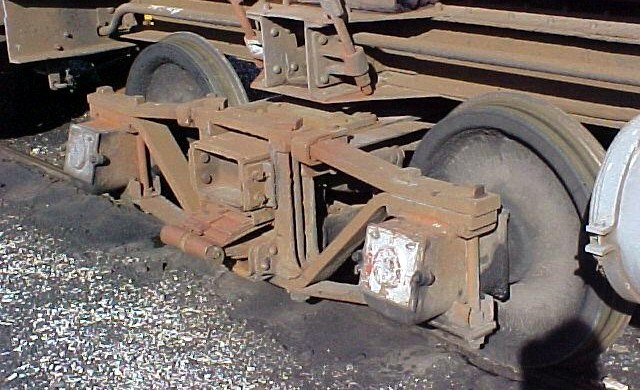
Amerikanischer Tenderkesselwagen X-17 für die SAR-Klasse GM, Blattfedern und Achslagergehäusen amerikanischer Bauart